# Somatolophia montana
Somatolophia montana är en fjärilsart som beskrevs av Frederick H. Rindge 1980. Somatolophia montana ingår i släktet Somatolophia och familjen mätare. Inga underarter finns listade i Catalogue of Life.